# 수잔 제너
수잔 제너(Susanne Zenor, 1947년 11월 26일 ~ )는 미국의 배우, 텔레비전 배우, 영화배우이다.
루이빌에서 태어났다.

## 영화
- 콰이어보이 (1977년)
- 럭키 레이디(영어판) (1975년)
- 걸 모스트 라이크리 투 (1973년)
- 너의 토끼를 알게 되다 (1972년)
- 우리 생애 나날들 (1965년)